# Wigilancja (fizjologia)
Wigilancja – w fizjologii człowieka wynikający z aktywizacji utworu siatkowatego mózgu stan czuwania i gotowości do reagowania ze zwiększoną spostrzegawczością na docierające do organizmu sygnały.